# Casa Scânteii

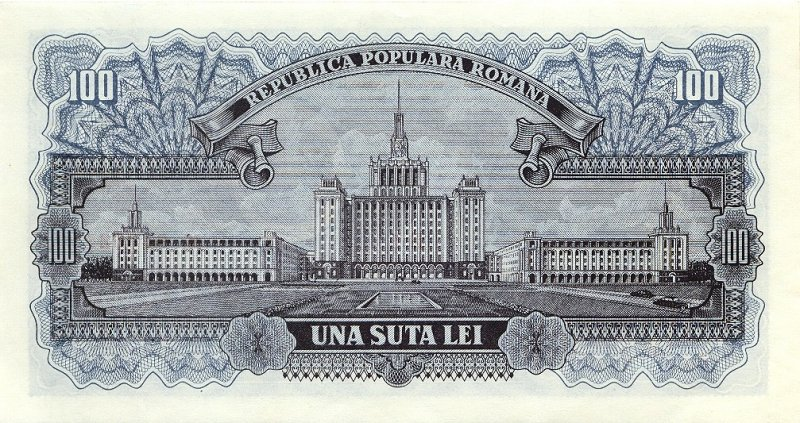
Casa Scânteii reprezentată pe reversul bancnotei de 100 de lei, emisă în 1952

Casa Scânteii (cunoscută inițial drept Combinatul Poligrafic Casa Scânteii „Iosif Visarionovici Stalin”, mai târziu după destalinizare Combinatul Poligrafic Casa Scânteii „Vladimir Ilici Lenin”, sau mai scurt Casa Scînteii - numele se scria cu „î”, după modelul ortografic de inspirație sovietică, adoptat în 1953), în prezent denumită Casa Presei Libere, este o clădire situată în nordul orașului București, la intrarea în cartierul Băneasa. Stilul este realist socialist, o formă comunistă de la începutul secolului 20 de neoclasicism, care a apărut ca reacție la modernism, mai ales la modernismul Art Deco, care în viziunea comuniștilor aparținea „capitalismului putred vestic”.
Numele construcției (care adăpostea principala tipografie a țării) provine din denumirea ziarului Scînteia, principalul instrument de propagandă scrisă al Partidului Comunist Român.
Între anii 1956–2007, clădirea a deținut recordul de cea mai înaltă structură din oraș.

## Istoric
Terenul pe care se găsește azi Casa Scînteii constituia partea dreaptă a Hipodromului Băneasa, o construcție reprezentativă a vechiului București (partea stângă se afla pe amplasamentul Complexului ROMEXPO). Sub regimul comunist, hipodromul a fost demolat în două etape (partea dreaptă în 1952, partea stângă în 1960), anume pentru a se face loc noilor clădiri, dar și cu scopul ascuns de a înlătura unul din locurile unde se aduna frecvent protipendada bucureșteană anticomunistă.
Clădirea a fost concepută inițial sub denumirea de Complexul Casa Scânteii, fiind ridicată în 5 ani (1952–1957). Între 1949 și 1954, șef de proiect a fost Panaite Mazilu. Construcția era destinată publicării presei de stat și în special a ziarului Scînteia, organ al Comitetului Central al Partidului Muncitoresc Român. Antena de pe această clădire a susținut pentru o vreme, începând din 1956, emițătorul Televiziunii Române.
În perioada 21 aprilie 1960 - 4 martie 1990, pe platoul din fața Casei Scînteii s-a aflat Statuia lui Lenin din București, o expresie greoaie, în bronz, a dictaturii comuniste de inspirație sovietică. În mod simbolic, pe 30 mai 2016, în exact același loc a fost amplasat Monumentul „Aripi”, un monument închinat eroilor rezistenței anticomuniste din România.
După anul 1989, Casa Scânteii a devenit cunoscută sub denumirea de Casa Presei Libere.
Fostul Combinat Poligrafic „Casa Scânteii” s-a transformat și el, după 1989, în Regia Autonomă a Imprimeriilor „Coresi”. La rândul său, regia s-a transformat în februarie 1999 în Compania Națională a Imprimeriilor Coresi.
Clădirea este un ansamblu format din patru laturi ce adăpostesc o curte interioară mare, plus încă două ansambluri sub formă de „U”, care sunt legate de corpul din față, ansambluri ce au rămas deschise pentru a se construi după aceea un teatru și o casă a sindicatelor. Deoarece cheltuielile de construcție au fost foarte mari, teatrul și casa sindicatelor nu au mai fost ridicate.

Tichet de subscripție de 20 lei pentru Casa Scânteii

O parte din fonduri s-a colectat prin subscripție publică „benevolă”, salariații primind astfel de tichete, care justificau lipsa banilor. Acestea aveau valorile de 5, 10, 20 (în imaginea alăturată), 30, 50, 100, 200, 500 și 1000 de lei.

## Arhitectură
Casa Scânteii a fost prima lucrare la care constructorul a introdus calculul de rezistență la un eventual seism, luând în considerare niște norme mai vechi, italiene, din timpul lui Mussolini. Aceste norme s-au dovedit a fi mai bune chiar decât cele din 1963, pentru că erau mai simple și se punea mult accent pe intensitatea cutremurului, și nu pe felul clădirii.
Clădirea fost gândită să fie funcțională, drept care s-au realizat multe săli, dar și spații de birouri. 
Arhitectura a fost inspirată de clădirile înalte din Moscova, precum Universitatea Lomonosov, Leningradskaia Gastinița (Hotelul Leningrad). O altă clădire care a avut aceeași sursă de inspirație este Palatul Culturii și Științei din Varșovia. 
Cu toate acestea, clădirea are și o sursă de inspirație autohtonă. Pentru documentare în vederea proiectării s-au vizitat câteva mănăstiri, Curtea de Argeș, Cozia, Horezu, și s-au ales câteva elemente decorative care să fie folosite apoi la Casa Scânteii. Printre acestea, șiragurile de coloane de la baza corpurilor joase din stânga și din dreapta corpului central, dar și așa-numita „ocniță”, cum se numește elementul în arhitectura tradițională, adică o ferestruică dreptunghiulară adâncită în zid, căreia i s-a dat drumul „să urce” de la primul etaj al corpului central până la ultimul. Alte lucrări de specialitate susțin că de inspirație bisericească sunt și cele patru turnuri care fixează limitele exterioare ale ansamblului, preluate, după cum susținea arhitectul Mihai Papae, într-un articol din revista „Flacăra”, în anii '50, din arhitectura Suceviței și a Dragomirnei. O altă deosebire față de sursa de inspirație sovietică este faptul că la clădirea din București, orizontala este de cinci ori mai mare decât verticala, în timp ce la cea din Moscova, ea este doar de 2,5 ori mai mare. Acest lucru înseamnă că la Casa Presei raportul orizontală-verticală este de două ori mai mare, în favoarea orizontalei. Este o diferență cu un efect considerabil, nu numai vizual, ci și psihologic.

## Galerie de imagini

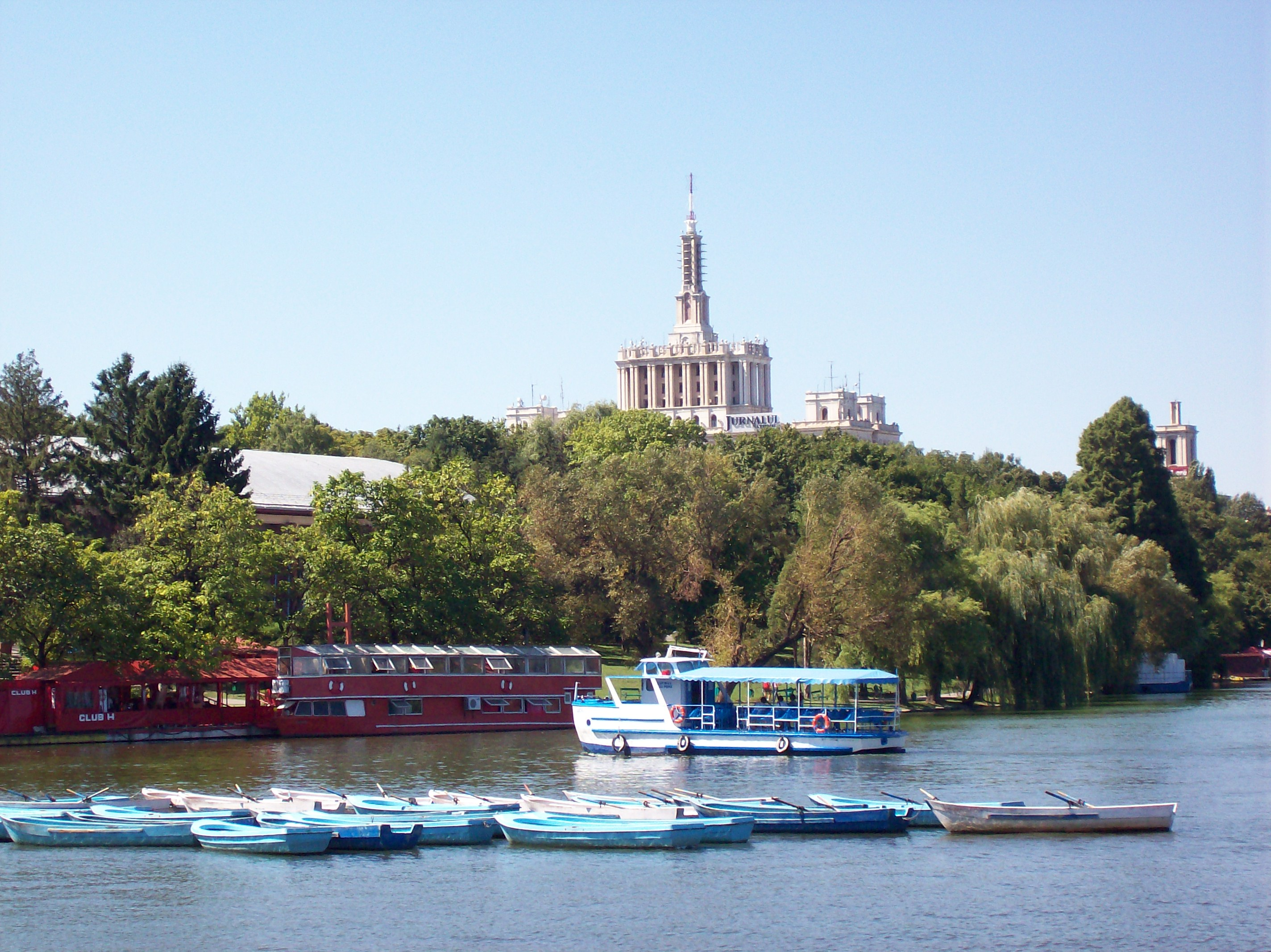
Casa Presei Libere văzută din Parcul Herăstrău
Casa Presei Libere în 2008, vedere dinspre DN1